# Стволопрохідницький агрегат
Стволопрохідницький агрегат – комбайновий комплекс для проходки вертикальних стовбурів шахтних. Застосовується в породах сер. тривкості (коеф. тривкості не більше 12). Дозволяє сумістити процеси механічного руйнування масиву гірських порід ріжучим інструментом, прибирання зруйнованої породи із вибою і перевантаження її в підіймальні ємності, кріплення стовбура монолітним бетоном, нарощування ставів труб, вентиляцію, водовідлив, подачу бетону. 
Стволопрохідницький агрегат включає триповерховий металевий каркас, розпірні гідроциліндри, дводисковий планетарний робочий орган, пневматичний ежектор для прибирання породної маси, редуктор головного приводу, механізм перевантаження, підйомну ємність, опалубку, телескопічні механізми для нарощування труб.
Використовується в Донецькому та ін. вугільних басейнах країни. Швидкість проходки стовбура до 180 м/місяць. У порівнянні з буропідривним способом проходки дозволяє різко підвищити продуктивність праці прохідників, механізувати її, підвищити ступінь безпеки ведення гірничих робіт і поліпшити санітарно-гігієнічні умови праці робітників. Вперше був створений і застосований в Україні у 1959 р.